# Rainbow Rowell
Rainbow Rowell (Nebraska, 24 de febrer de 1973) és una escriptora estatunidenca. És coneguda per les seves novel·les juvenils de renom mundial. Les més reconegudes són Eleanor & Park i Fangirl.
Va ser l'escriptora del renaixement del 2017 de Runaways de Marvel Comics des de 2022 és l'escriptora de She-Hulk.

## Carrera
Va estudiar a la universitat de Nebraska-Lincoln (en anglès University of Nebraska-Lincoln). Va començar treballant com a columnista i redactora d'anuncis al diari Americà Ohama World-Herald des de 1995 fins al 2012.
Quan va deixar el diari, va treballar en una agencia d'anuncis i va començar a escriure com a passatemps, el que acabar sent la primera novel·la, Enllaçats (Attatchements). Durant aquest període es va quedar embarassada i va deixar d'escriure durant dos anys. Finalment la seva primera novel·la es va publicar l'any 2011, una comèdia romàntica situada al naixement d'Internet que tracta d'un informàtic que és contractat per a vigilar que els treballadors d'una empresa facin la seva feina i no un mal ús d'Internet; a partir d'aquests esdeveniments el noi s'enamora d'una treballadora de la qual ha estat llegint els seus emails. Kirkus Review (una famosa revista crítica de llibres) el va incloure com un dels debuts destacats d'aquell any.
A finals del 2011 Rainbow Rowell ja tenia l'esborrany de la novel·la juvenil Fangirl pel National Novel Writing Month i va ser elegida com la selecció inaugural reblog club de lectura de Tumblr.
El 2013 Rowell va publicar dues novel·les per a joves: Eleanor & Park i Fangirl. Ambdues van ser escollides pel New York Times entre la millor ficció juvenil de l'any.
Eleanor & Park també va ser elegida per Amazon com un dels 10 millors llibres del 2013 i a GoodReads com la millor ficció per a joves de l'any. Aquesta novel·la està ambientada en els anys 80. Parla de dos joves que s'enamoren a l'autobús de l'escola gràcies a les seves aficions comunes, la música i els còmics. Això és així perquè la pròpia Rainbow ho és, i quan ella tenia l'edat d'Eleanor i Park, sentia que no estava ben considerat que a les noies també els agradessin els còmics. DreamWorks i Carla Hacken van planejar una pel·lícula, i van demanar a l'autora que escrigués el guió, però el 2016 els drets de la pel·lícula van expirar i van tornar a l'autora. El 2019, es va anunciar que Picturestart havia adquirit els drets de la pel·lícula, amb Rowell escrivint el guió i com a productora adjunta.
La feina de Rowell va atreure atenció negativa el 2013 quan un grup de pares en una escola de secundària de Minnesota va desafiar Eleanor & Park, i Rowell va ser desconvidada d'un esdeveniment de la biblioteca; tot i això, es va determinar que el llibre podia quedar-se a les prestatgeries de l'escola. Rowell va remarcar en una entrevista que el material que aquests pares havien catalogat com a profà i obscè era el que molts nens en situacions difícils de manera realista han de fer front, i que «Quan aquestes persones li diuen a Eleanor & Park una història obscena, sento que estan dient que aixecar-se de la seva situació no és possible».
Segones Oportunitats (Landline), el quart treball de Rowell, és una novel·la contemporània per adults sobre un matrimoni en problemes publicada el 8 de juliol de 2014. Rowell va firmar un contracte de dos llibres amb First Second per escriure dues novel·les gràfiques juvenils, de les quals la primera serà il·lustrada per Faith Erin Hicks.
També va escriure la novel·la My True Love Gave to Me, que consisteix en dotze històries nadalenques, editades per Stephanie Perkins, autora d'Un petó a París.
Rowell va anunciar al Desembre de 2014 que el seu cinquè llibre, Carry On, seria publicat el 6 d'octubre de 2015. Carry On està basat en una sèrie de llibres sobre el mag Simon Snow que assisteix a una escola de màgia a Watford i que apareixen en la seva prèvia novel·la Fangirl. La protagonista de Fangirl, Cath, llegeix aquesta sèrie de llibres i, a més a més, escriu Fanfiction sobre els personatges creant la seva pròpia història del vuitè llibre. Rainbow va veure que la història tenia fama i va decidir publicar la Fanfic sencera que escrivia Cath.

## Vida personal
Actualment viu a Ohama, Nebraska amb el seu marit i els seus dos fills. Té una germana anomenada Jade i una mitja germana, Abby, que és propietària d'una popular cadena local de cafès a Omaha, NE. La seva mare era hippie i per això li va posar Rainbow.

## Obres
- 2011 - Enllaçats (Attatchments)
- 2013 - Fangirl
- 2013 - Eleanor & Park
- 2014 - Segones oportunitats (Landline)
- 2014 - My True Love Gave to Me (Segment de Midnight)
- 2015 - Carry On
- 2016 - Kindred Spirits